# Rue Řásnovka
 (mars 2019).
La rue Řásnovka  est une voie de Prague. Elle est située dans la Vieille Ville de Prague.

## Origine du nom
Elle a été nommée d'après le gouverneur du monastère de Strahov, Jan Řásný de Řásnova, qui vivait dans la rue voisine Za Haštalem au numéro 3. 
La rue avait à l’origine la forme d’un arc reliant la place Hastal à la rue Hradební, sa forme était irrégulière.  Les noms de la rue ont changé au fil du temps : 
- XIVe siècle - "Slavinčina", du nom du propriétaire de la maison dans la rue [3]
- XVe siècle - "Entre les rois"
- Plus tard à 1850 - "Snek" selon le fabricant de cartes à jouer, qui avait une maison ici
- Plus tard - "Slimakov", "Hlemýžďov", "Plzeň"
- À partir de 1894 - "Rásnovka".

## Bâtiments remarquables et lieux de mémoire
- hôtel Casa Marcello - au 1 [4]
- école maternelle - aux 2 et 5 [5]
- immeuble de bureaux de style fonctionnaliste - au 8 [6]
- Le seul chêne mémorable de la Vieille Ville pousse dans la rue, son âge est d'environ 165 ans (estimation de 2001)[7].

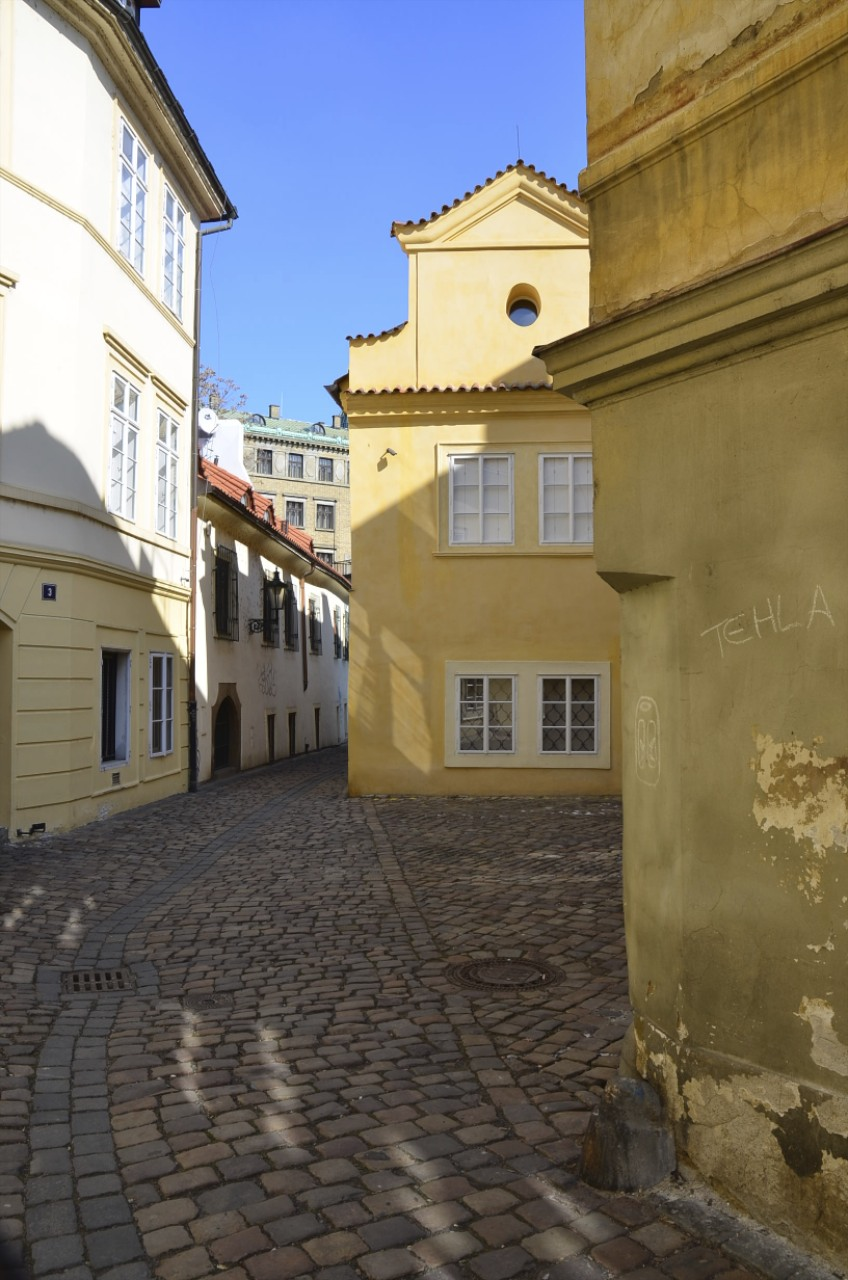
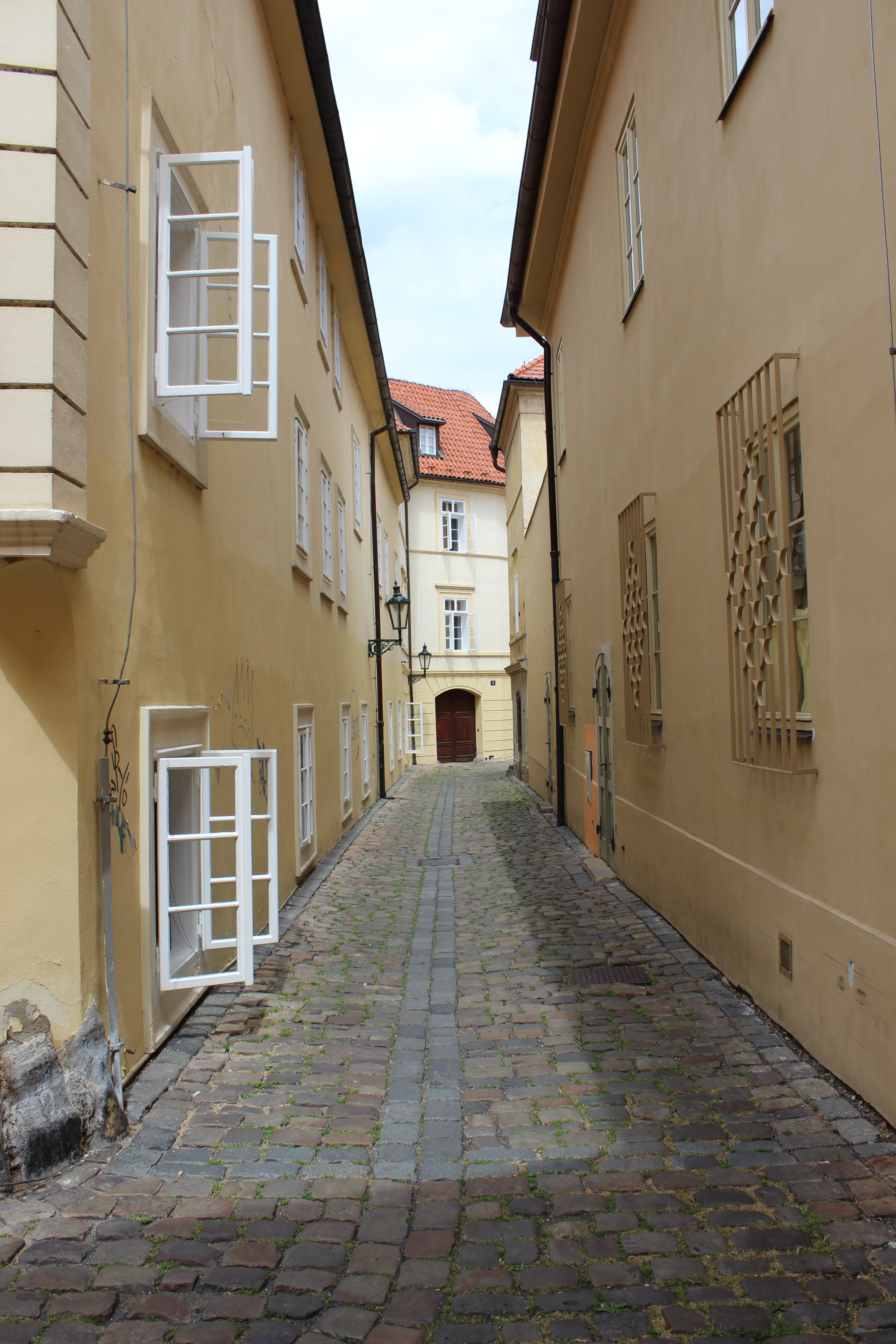
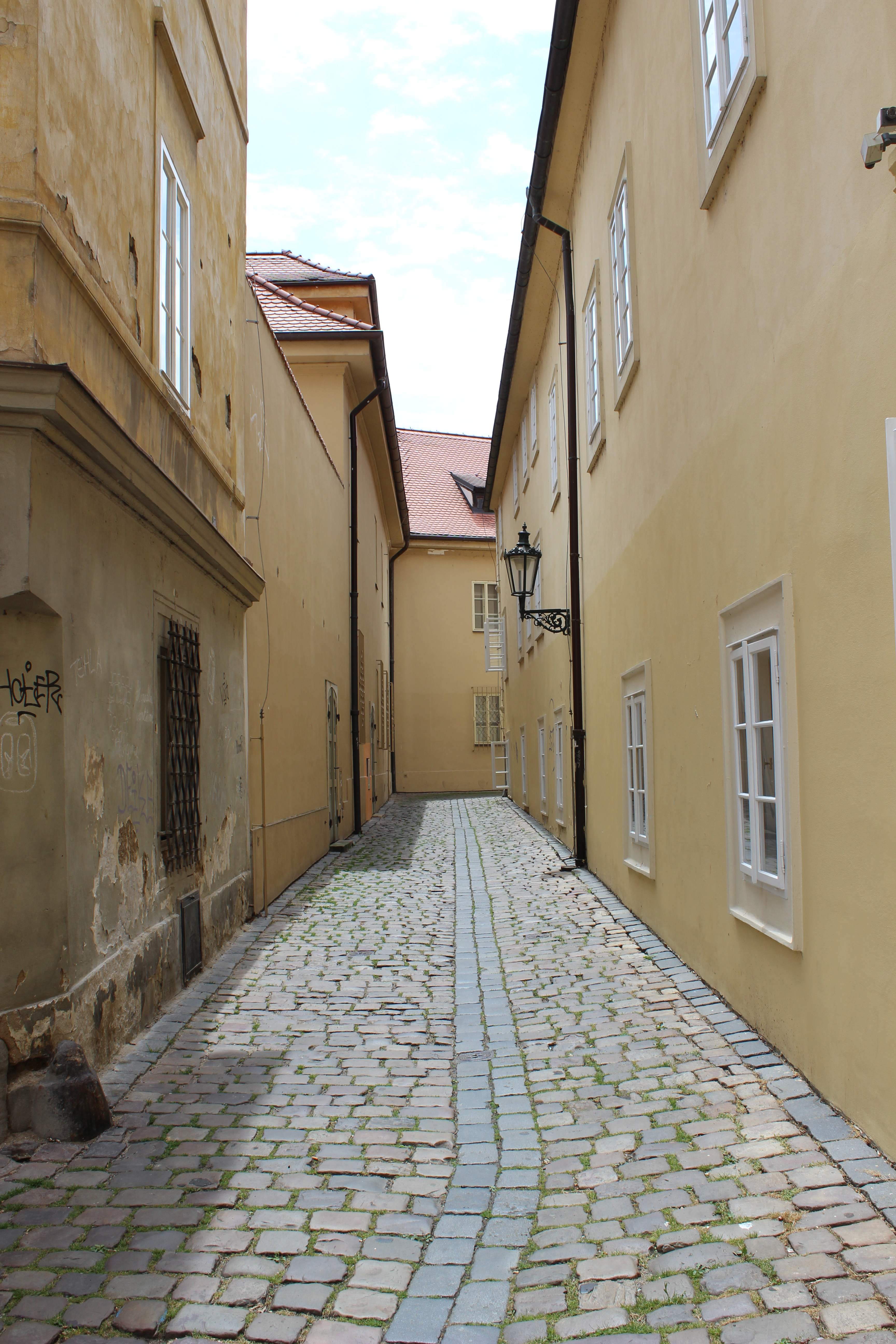
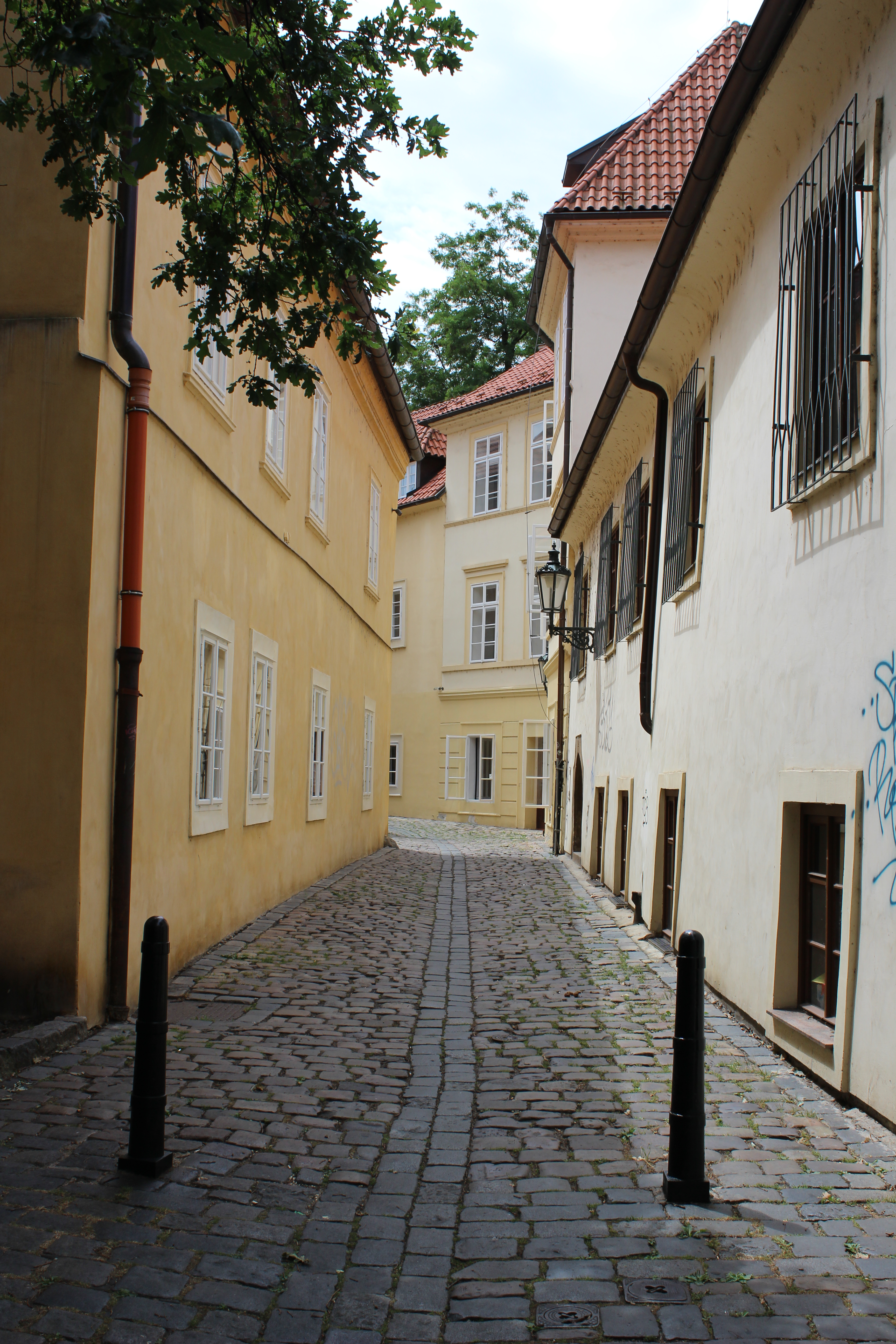
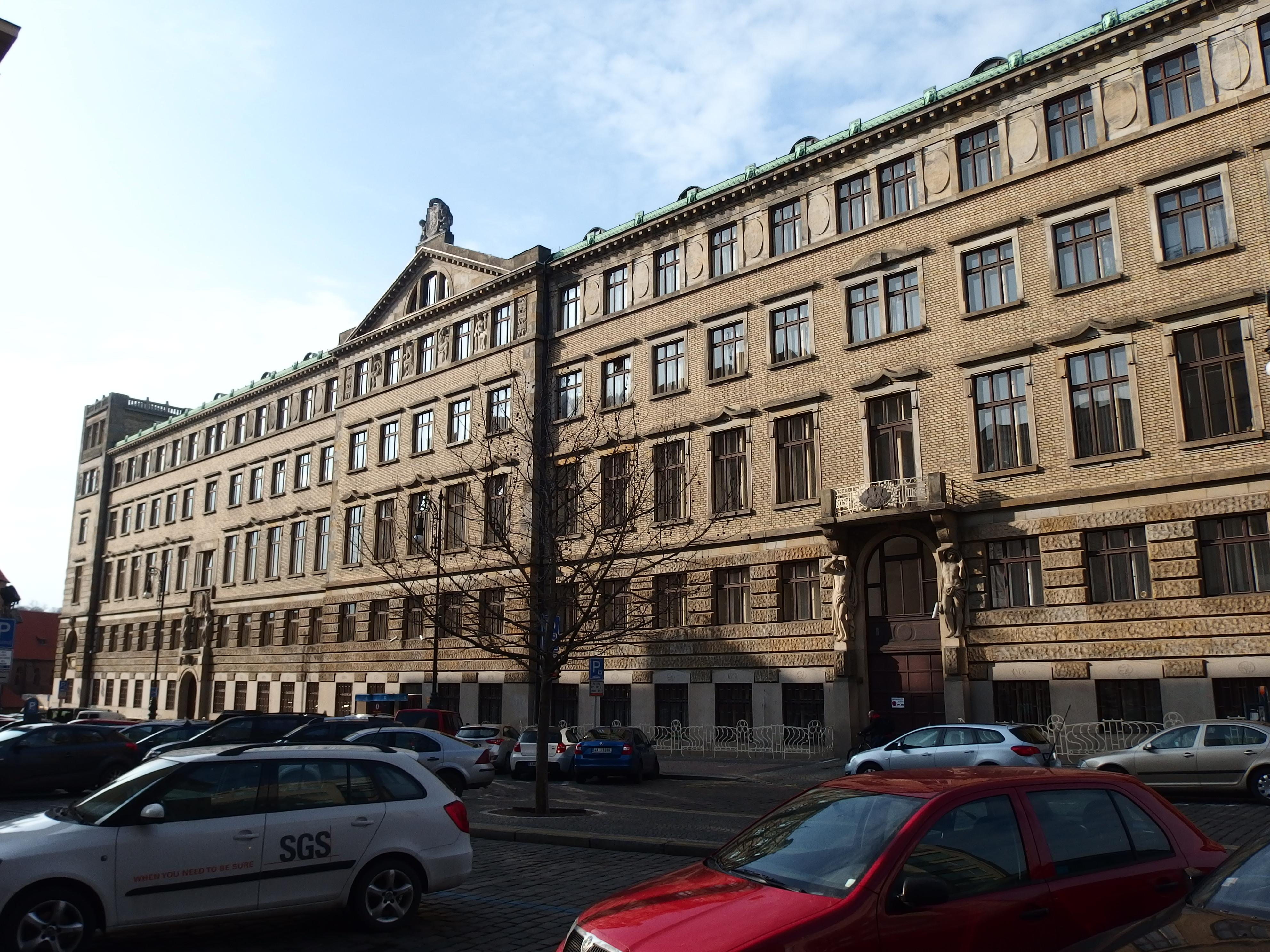
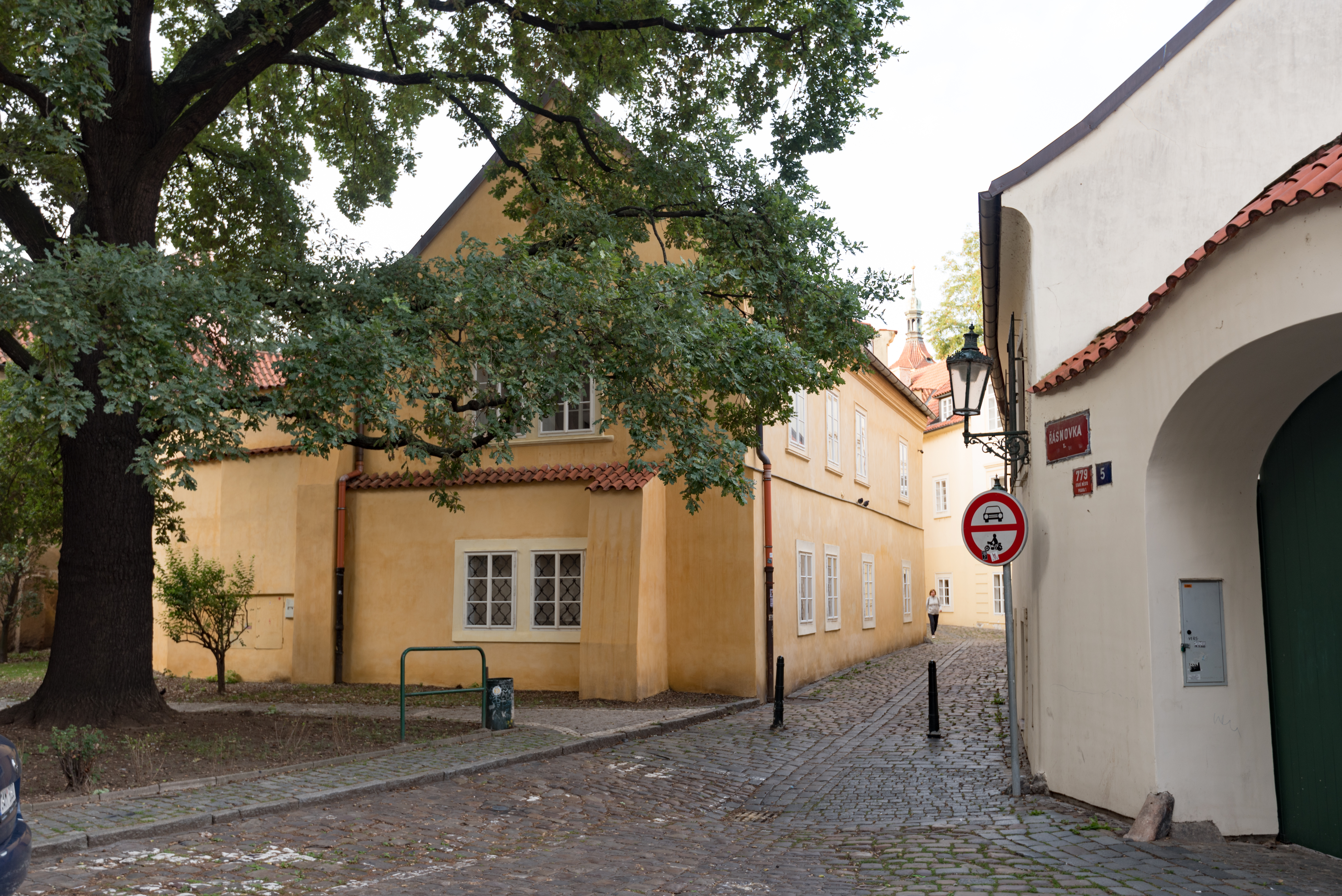
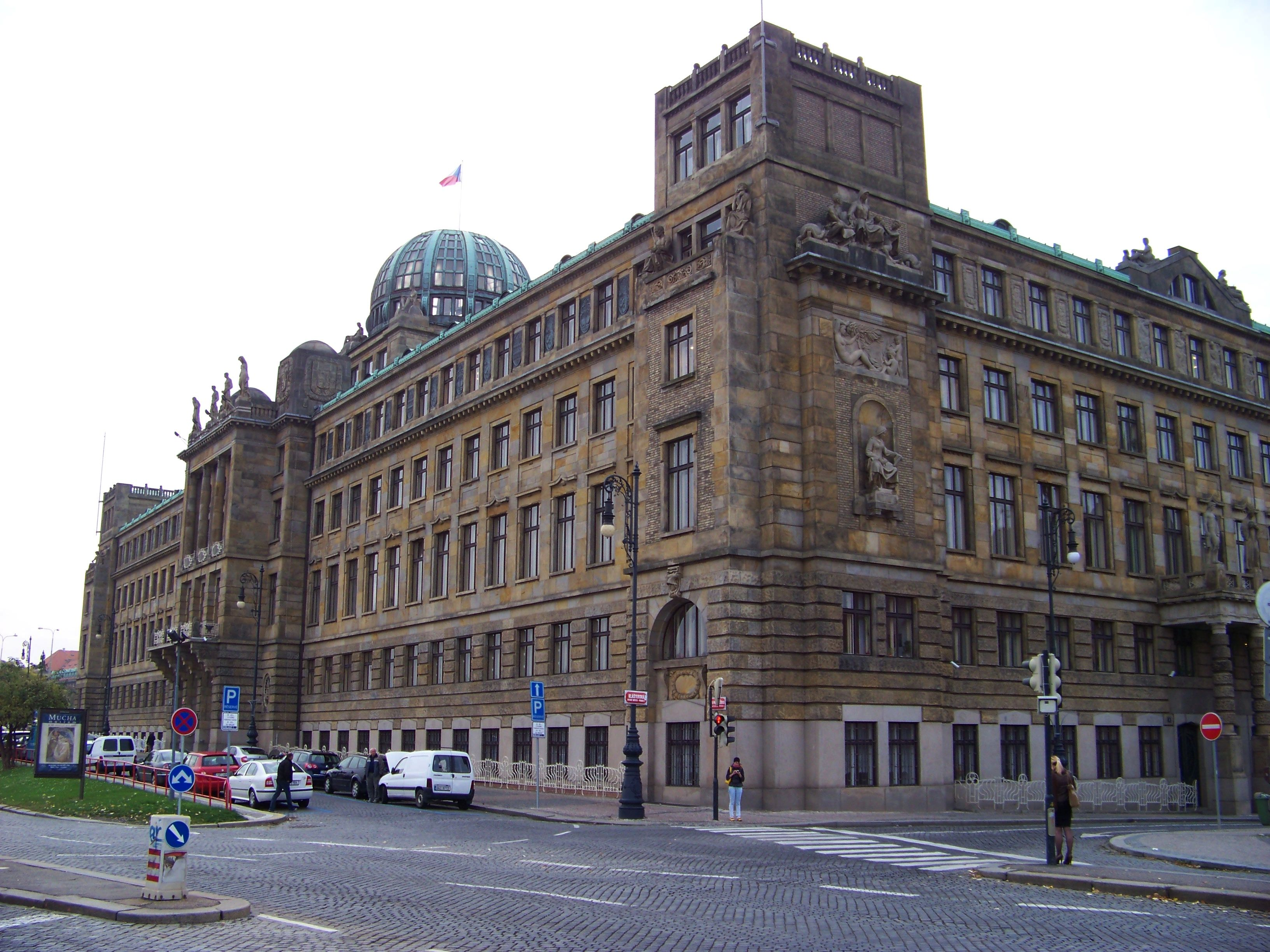